# When Heroes Fly
When Heroes Fly (hebr. בשבילה גיבורים עפים, transliteracja: Bishvila Giborim Afim) – izraelski serial telewizyjny, który został po raz pierwszy wyemitowany w Izraelu na kanale Keshet 12 w maju 2018 roku. Serial została wyreżyserowany przez Omri Givona i jest luźno oparty na powieści o tym samym tytule autorstwa Amira Gutfreunda. Używa retrospekcji, aby uwzględnić różne okresy.
W październiku 2018 roku Netflix nabył międzynarodowe prawa do emisji serialu. Grupa medialna Keshet zatwierdziła produkcję drugiego sezonu. Serial zostanie również dostosowany do wersji angielskiej na rynek Stanów Zjednoczonych.

## Streszczenie
Czterech byłych weteranów IDF, którzy służyli razem w wojnie w Libanie w 2006 r. spotyka się ponownie w misji ratunkowej w Kolumbii, gdzie mieszka jeden z nich, aby odnaleźć Yaeli (Tayeb), kobietę uważaną do tej pory za zmarłą w wypadku samochodowym po wojnie.

## Obsada
- Tomer Capon jako Aviv Danino
- Ninet Tayeb jako Yael „Yaeli” Aszkenazi
- Micha'el Aloni jako Dotan „Himmler” Friedman
- Nadav Netz jako Dov „Dubi” Aszkenazi
- Moshe Aszkenazi jako Yakir „Benda” Ben-David
- Vanessa Chaplot jako Maria
- Oded Fehr jako Mosziko Boaron
- Dan Mor jako Azoulaj
- Yael Sharoni jako Noga Avrahami
- Rita Szukrun jako matka Aviva
- Gil Franc jako Elisza („Padre Palido”)
- Muli Szulman jako Ronen Levinger
- Assaf Ben-Szimon jako Yaki
- Nili Rogel jako Rona Aszkenazi
- Micha Celektar jako Avi

## Produkcja
Twórca serialu, Omri Givon poznał Amira Gutfreunda, autora oryginalnej powieści, na wiele lat przed śmiercią Gutfreunda w 2015 roku. Givon spędził osiem miesięcy na pisaniu ostatecznego scenariusza i postanowił skoncentrować się na adaptacji ostatniej części powieści, która dotyczy ratowania Yaeli. Postanowił również zastąpić Chicago Kolumbią jako miejsce misji ratunkowej, aby mógł skupić się na branży handlu narkotykami. Zdecydował się także kręcić w Kolumbii ze względu na ograniczenia budżetowe związane z kręceniem w swoim pierwotnym San Diego. Filmowanie odbyło się również w Tel Awiwie.

## Angielska adaptacja
W lipcu 2020 roku Apple TV + zamówił angielską adaptację zatytułowaną Echo 3 jako serię 10 odcinków. Serial zostanie wyprodukowany przez Studio Keszet z Markiem Boalem jako showrunnerem i producentem wykonawczym.

## Przyjęcie
Serial zdobył nagrodę dla najlepszego serialu na pierwszym festiwalu Canneseries w kwietniu 2018 roku.
Adrian Hennigan w swojej recenzji serialu dla Haaretz stwierdził:
„To, co (serial) robi najlepiej, to pokazanie, jakim w Izraelu tyglem jest obowiązkowa służba wojskowa, w którym mieszają się różne grupy - tak więc elita aszkenazyjska lub ortodoksyjny Żyd może w końcu przyjmować rozkazy od zgryźliwego dzieciaka Mizrahi w jednostce bojowej - i jak te formacyjne doświadczenia łączą ich jak braci na całe życie”. Hennigan porównał również program do izraelskiego serialu Jeńcy wojenni : „... oba programy silnie przedstawiają ciche horrory zespołu stresu pourazowego, gdy byli żołnierze zmagają się ze swoimi wojennymi doświadczeniami”. Hennigan pochwalił występy, zauważając, że „występ Aloniego jest tym, który naprawdę zostaje z tobą”. 
Decider.com, witryna o kulturze popularnej obsługiwana przez New York Post, również pozytywnie oceniła serię.